# Nanyo
Nan’yō (Japans: 南陽市, Nan’yō-shi) is een stad in de prefectuur Yamagata in het noorden van Honshu, Japan. De stad heeft een oppervlakte van 160,7 km² en begin 2008 ruim 34.500 inwoners.

## Geschiedenis
Nan’yō werd op 1 april 1967 een stad (shi) na samenvoeging van twee gemeentes en één dorp.
De verschillende stadsdelen uit deze en eerdere gemeentelijke herindelingen zijn nog herkenbaar: Akayu, Miyauchi, Okigo, Ringo, Nakagawa, Urushiyama en Yoshino.

## Verkeer
Nan’yō ligt aan de Ōu-hoofdlijn van de East Japan Railway Company en de Flower Nagai-lijn van de Yamagata Tetsudō Maatschappij.
Nan’yō ligt aan de autowegen 13, 113, 348 en 399.

## Bezienswaardigheden en festivals
- Akayu-onsen
- Inarimori grafheuvel, Akayu
- Toyotarō Yūki Museum, Akayu
- Kumano jinja, Miyauchi
- Hygeia park onsen, Miyauchi
- Yuzuru No Sato Museum, Urushiyama
- Chinzo jinja, Urushiyama
- Kuguri waterval, Kotaki

- Eboshiyama park kersenbloesemfestival, Akayu, eind april/begin mei
- Sosho park rozenfestival, Miyauchi, juni
- Kumanotaisha festival, Miyauchi, 24-25 juli
- Nan’yō wijnfestival, Hygeia park, Miyauchi, augustus
- Akayu onsen furosato festival, 2e weekeinde van september
- Chrysanten poppenfestival, Miyauchi, half oktober tot half november

## Stedenband
Nan’yō heeft een stedenband met
- Nanyang, Volksrepubliek China, sinds 6 oktober 1988.

## Geboren in Nan’yō
- Toyotarō Yūki (結城 豊太郎, Yūki Toyotarō), bankier

## Aangrenzende steden
- Yamagata
- Nagai
- Kaminoyama